# Dichaetomyia subpellucens
Dichaetomyia subpellucens este o specie de muște din genul Dichaetomyia, familia Muscidae, descrisă de Malloch în anul 1926. Conform Catalogue of Life specia Dichaetomyia subpellucens nu are subspecii cunoscute.